# Begoña Montalbán
Begoña Montalbán Pérez (Bilbao, 1958) es una artista multidisciplinar española. Comenzó sus estudios artísticos en la Escuela Massana de Barcelona, se especializó en escultura y más tarde en Procesos Contemporáneos de la Imagen. Su obra juega un papel fundamental en el ámbito de la escultura y la fotografía. Crea sensaciones visuales y emocionales partiendo de la reflexión sobre las vivencias personales y su relación con el entorno. Pertenece a MAV (Mujeres en las Artes Visuales).

## Trayectoria
En 1977 comenzó sus estudios de enfermería en la Universidad Central de Barcelona se Diplomadó en Enfermería en 1980. Posteriormente, se especializó en Enfermería Psiquiátrica en la Facultad de Medicina de Barcelona en 1983 y realizó un Master de arteterapia entre 2008 y 2011 en Universidad de Barcelona. Dichos estudios, aunados con su formación artística posterior, le han proporcionado la base para la construcción de su obra personal.
Trayectoria artística
En 1988 se abrió camino a la experimentación en el mundo artístico y comenzó sus estudios en Barcelona en la Escuela Massana, en la especialidad de Procesos Contemporáneos de la Imagen, (P.C.I.) y más tarde en la especialidad de escultura.
Montalbán comenzó como escultora, rodeándose de diversas técnicas como dibujo, collage, instalaciones, video, fotografía o trabajos sonoros. En 1990 participó en la Quincena de arte Montesquiu de Barcelona, en el taller dirigido por Joan Durán. 
Desde la primera mitad de los noventa, su obra ha ido orientada hacia la reflexión sobre el cuerpo, el dolor, la enfermedad y la acción terapéutica sobre el sufrimiento, en su doble vertiente física y mental, con una atención especial hacia la mujer.
Montalbán siempre se ha expresado a través del cuerpo y la referencia de la mujer, bajo una mirada libre capaz de ver en otra semejante un estudio de la fragilidad del sujeto contemporáneo. Los cuerpos blancos que introduce sustraen una semejanza con el icono “mujer” establecido por la sociedad en la que vivimos para aferrarse a un fondo, igualmente blanco impersonal, donde se puede lograr confundir las formas humanas, llegando a ser una constante en su obra fotográfica.
A través de proyectos como Sujetos (1994), Apuntes para un diagnóstico(1996), Gestos (2000) o Pasos perdidos (2000). Será con la llegada de Espacios reservados (2001), Interiored (2002), Reflections in the mirrow (2003), Sensaciones blancas (2004) y Para huirse (2004), cuando contemplemos las fotografías de sus mujeres- maniquíes pertenecientes a la exposición que nos ocupa. La artista logra dotar a sus “muñecas sin almas” de cierto aire de vida y sentimientos, como ya lo hiciera Pigmalión con su trabajo escultórico. Despoja a sus modelos de identidad gracias a elaboradas sesiones de maquillaje corporal y retoque digital que se traduce en un pictórico resultado final a través del grano fotográfico.
Su obra se incluye en "100 fotógrafos españoles", libro editado por Rosa Olivares directora de la Revista EXIT, Madrid, 2005.

## Reconocimientos
Su trabajo ha sido reconocido con varios galardones. Recibió el Premio de la Crítica Arco (2001); una ayuda a la promoción del Arte Español concedida por el Ministerio de Educación y Cultura de Madrid (1998); una beca de intercambios europeos, Cataluña / Rhône-Alpes (1996); el Premio XIV Sala d'Arts Plástiques Baix Camp de Reus (Tarragona, 1994); el proyecto Kalidosccpic, otorgado por la Unión Europea con los fondos sociales europeos para estancias de trabajo en Irlanda, Francia y Cataluña (1993).

## Obra en colecciones
Su obra forma parte de las siguientes instituciones: en la colección Unicaja de Málaga, en la Diputación de Málaga, en la colección Testimoni de La Caixa de Barcelona, en el Museo de Arte Contemporáneo Artium de Álava, en la colección del Ayuntamiento de Alcobendas de Madrid y la Colección del Museo de Arte Contemporáneo Helga de Alvear.

## Exposiciones
A lo largo de su trayectoria artística ha participado en numerosas exposiciones tanto colectivas como individuales.

### Individuales
- 2008. Stances. Galería Alejandro Sales, Barcelona.
- 2007. Begoña Montalbán. Galerie Raphael12. Frankfurt/Main
- Begoña Montalbán. Sala CAI Luzán. Zaragoza.
- 2006. Stances. Galería Tomás March, Valencia.
- 2005.  Begoña Montalbán. Galería Alfredo Viñas, Málaga.
- Begoña Montalbán. Galería Espacio Líquido, Gijón.
- Begoña Montalbán. Galería Alejandro Sales, Barcelona.
- 2004. Sensaciones Blancas.Swinger Art Gallery, Verona (Italia)
- 2003. Reflections in the mirror. Galería Claire Oliver.New York.
- Reflections in the mirror. Galería Max Estrella. Madrid.
- 2002. Begoña Montalbán. Galería Mayor. Pollensa, Mallorca.
- Interiores. Galería Tomás March. Valencia.
- 1999. Alargo mucho cada idea y desaparece. Galería Tomás March, Valencia.
- Galería Alejandro Sales, Barcelona.
- 1998. Caricias Mudas. Museo Pablo Serrano, Zaragoza.
- 1997. Sería Necesario Pedirte La Piel. Galería & Ediciones Ginkgo, Madrid.
- 1996. Replecs De La Pulsió (junto a Cathy de Monchaux) Comisaria Amparo
- Lozano. Sala Montcada de la Fundación “la Caixa”. Barcelona.
- Apuntes Para Un Diagnóstico. Musée de Valence, (Francia).
- Galería Tomás   March, (Valencia) Museo de Sabadell, (Barcelona)
- 1995. Tránsito (instalación) Proyecto de Arte Joven en el Aeropuerto de Barcelona.

- 1994. Sujetos a lo Inefable. Galería Antonio de Barnola, Barcelona.
- ·Sujetos. CAZ. La galería, Zaragoza.
- Guayadores Ex-Aequo del XIV Salo d'Arts Plástiques. Museo Salvador Vilaseca, Reus (Tarragona)
- 1993. Pre-Texto al Ser le Cansaba (Instalación) Intervenciones en los Estudios Universitarios de Vic, Barcelona.
- 1992. Quatre Propostes (Accions al Carrer) Lloret de Mar (Girona)
- Formas De Desafío (Instalación) "Extensions". Cicle d'Art Contemporani a Gràcia, Centre Cívic L'Artesà, Barcelona.
- 1991. La Tragedia del Con-Sentido (Instalación) Centre d'Art Alexandre Cirici, L'Hospitalet de Llobregat (Barcelona)

### Colectivas
2008 Arco. Galería Alejandro Sales, Barcelona. Madrid.
·Cazadores de Sombras. 16 artistas españoles. Comisariada por Rosa Olivares Itinerantica.
 2007. Cazadores de Sombras. 16 artistas españoles. Comisariada por Rosa Olivares. Museo de Arte Moderno de Bogotá, Mambo. Colombia.
 Arte Santander. Galería Alejandro Sales (Barcelona)
 DFOTO. San Sebastián, Galería Tomás March.
 Arco 2007. Madrid. Galería Tomás March (Valencia).
 2006. Art Basel 2006, Basilea.Galería Tomás March, Valencia (España).
Diálogos con la piel, Galería ARTEKO. San Sebastián (España) 
X Certamen Unicaja de Artes Plásticas. Málaga. 
 X Bienal De Artes Plásticas ciudad de Pamplona.
 Bienal de Artes Plásticas Rafael Botín Córdoba.  
Arco 2006, Madrid Galería Alfredo Viñas (Málaga)
 Galería Alejandro Sales (Barcelona)
 Arte Fiera- Bolognia, Swinger Art Gallery, Verona (Italia)
  MIART, Fiera Milano. Swinger Art Gallery, Verona (Italia) 
2005. ArtBasel 2005, Basilea. 
Galería Tomás March, Valencia (España) Rostros, El retrato en el umbral del siglo XXI. Itinerante.
Carrera de Fondo, Comisaría Margarita Aizpuru, Sala de Exposiciones Santa Inés, Sevilla. 
Arco 2005, Madrid Galería Tomás March (Valencia)
Cinco. Galería T20, Murcia.
Arte Fiera- Bolognia, Swinger Art Gallery, Verona (Italia)
MIART, Fiera Milano. Swinger Art Gallery, Verona (Italia)
2004   DFOTO San Sebastián, Galería Tomás March 
Miami, claire oliver fine art (NY) 
Arte Fiera- Bolognia, Swinger Art Gallery, Verona (Italia) 
Arco 2004, Galería Tomás March, Valencia (España) 
  Basel 2004, Basilea. Galería Tomás March, Valencia (España) 
· Art Moscow , Swinger Art Gallery, Verona (Italia) 
MIART, Fiera Milano. Swinger Art Gallery, Verona (Italia) 
2003. Basel 2003, Basilea. Galería Tomás March. 
Arco 2003: Madrid. Galería Tomás March (Valencia)
 Diputación de Málaga(Málaga)
Galería Max Estrella (Madrid).
Los angeles Art Show, Galería COFA / claire oliver fine art, New York. 
 Frágiles, Galería Espacio líquido, Gijón.
2002. Art Basel 2002, Basilea. Galería Tomás March (Valencia)
Paisajes del cuerpo, Ayuntamiento de Pamplona. Área de Cultura. 
Espejos de la imagen, Salamanca. Festival de fotografía de Salamanca. 
Arco 2002, Madrid. Galería Tomás March, Valencia.
2001 Mujeres que hablan de mujeres. Comisaria Alicia Murria. Fotonoviembre.
2001 (VI Bienal Internacional de Fotografía de Tenerife) Espacio Cultural el Tanque, Santa Cruz de Tenerife. 
Ex-Parc d´Atraccións. Comisaria Elena Vallet. Barcelona Art Report 2001. Experiències. Barcelona. 
Vídeo en Órbita. Comisaria Ariadna Más. Galería Senda, Barcelona. 
Art Basel 2001. Basilea. Galería Tomás March (Valencia) 
Arco 2001, Madrid. Galería Tomás March, Valencia. 
2000. Gure Artea 2000.Comisaria Alicia Fernández. Koldo Mixelena, San Sebastián.
Insumisiones. Comisaria Alicia Murria. Fundación Marcelino Botín. Sala Villa Iris, Santander.
Luis Buñuel, los enigmas del sueño. Sala de exposiciones Diputación de Huesca y Museo Pablo Serrano, Zaragoza. 
Puntos de encuentro. Comisariado por R.M.S. La Asociación. Asociación Cultural Cruce,  Madrid. 
La transparència dels somnis. Sala Fortuny. Centre de lectura de Reus (Tarragona)
Zeppelin. Tercer Festival de Arte Sonoro. Centro de Cultura Contemporánea de Barcelona. 
Art Basel 2000, Basilea. Galería Tomás March, Valencia. 
Arco 2000, Madrid. Galería Tomás March, Valencia.
1999. Futuropresente. Comisaria Alicia Murria. Sala de Plaza España de la Comunidad de Madrid. 
Cómo Nos Vemos, imágenes y arquetipos femeninos. Comisaria Victoria Combalía. Círculo de Bellas Artes, Madrid.
Art Basel 1999, Bailea. Galería Tomás March, València. 
Arco 99, Madrid. Galería Tomás March, València. 
Art Al Hotel, Valencia. Galería Tomás March, Valencia. 
El lado femenino. Palacete del Embarcadero, Santander.  
1998. Cómo nos Vemos, Imágenes Y Arquetipos Femeninos. Comisaria Victoria Combalía. Centre Cultural Tecla Sala, L'Hospitalet (Barcelona) 
La Cicatriz Interior. Comisario Pablo Llorca.  Sala de Plaza España, Comunidad de Madrid. 
Cartas a Milena. Comisaria Pilar Bonet. Visiones de Futuro. Proyecto expositivo en Cataluña. Can Palauet de Mataró (Barcelona) 
New Ar, Barcelona. Galería Tomás March, Valencia. 
1997. Arco 97, Madrid. Galería Caz, Zaragoza. 
4x4. Comisario Pablo Llorca. Casa de Cultura de Okendo, San Sebastián. 
Artistas en Arco. Caz, la Galería. Zaragoza. 
Sous Le Manteau. Comisaria Caroline Smulders. Galerie Thaddaeus Ropac. París. 
La Imagen Convincente. Comisario Pablo Lorca. Galería Helga de Alvear. Madrid. 
1996. Arco 96, Madrid. Galería Antonio de Barnola, Barcelona. 
Charcutería. Galería Buades, Madrid. 
A mi Manera. Galería CAZ, Zaragoza. 
Practicas Transgresivas. Comisario Luis Serpa. Galería Luís Serpa. Lisboa (Portugal) 
Epileg (intercanvi d'intensitats) Comisaria Amparo Lozano. Centro Cultural de la Fundación "la Caixa", Vic (Barcelona) 
1995. Arco 95, Madrid. Galería Antonio de Barnola (Barcelona) 
EL Pabellón (Cataluña) 
Galería Caz (Zaragoza) 
Territorios Indefinidos. Comisaria Isabel Tejeda. Museo de Arte Contemporáneo de Elche, Alicante. 
  Kalidoscopic. Centre de Cultura de la Fundación “La Caixa" Lleida. 
 Reordenacions. 10 anys d'Art Contemporani a l’Artesà de Gracia. Comisaria Lola Donaire. Palau de la Virreina Barcelona. 
Forms From Spain. Comisaria Alicia Murría. Art Athina 3'95. Atenas (Grecia)
Estación de Tránsito. Comisaria Núria Enguita. Club Diario de Levante, Valencia. 
1994. Arco 94, Madrid. Los Universos Lucidos. "El Pabellón". 
Distancia Cero. Años 90. Comisario José Luís Brea. Centro de Arte Santa Mónica, Barcelona. 
Kaleidoscopic. Orchard Gallery, Derry (Irlanda), Hugh Lane Municipal Gallery of Modern Art, Dublin, Irlanda. The Tyrone Guthrie Centre at Annaghmakerri.  Co Monagan, Irlanda. 
Galería Xavier Fiol, Palma de Mallorca (Mallorca) 
1993. Arco.93, Madrid. Galería Antonio de Barnola, Barcelona. 
Des d'endins. Comisaria Amparo Lozano. Capella de l'Antic Hospital de la Santa Creu, Barcelona.  
Excursus. Galería Salvador Riera, Barcelona. 
Trasbals. Comisario Manel Clot. Museo de Granollers (itinerante), Barcelona.
3 Bienal D'art Girona. Museo de Arte de Girona, Girona.
1992 Autobiografías. Comisaria Gloria Picazo. Sala Amadís, Instituto de la Juventud, Madrid.
Ciertas Distancias. Comisaria Amparo Lozano. Galería Antonio de Barnola, Barcelona.
1991. Fuera De Sí, Sala Transformador Ayuntamiento de Barcelona, Barcelona. 
Quincena De Arte Montesquiu. Diputación de Barcelona. Itine. 
Escultors a l´escola Massana. Capella de l´Antic Hospital de la Santa Creu, Barcelona.